# Guillaume Leroux
Guillaume Leroux (* 1968 in Paris) ist ein französischer Hardcore-Techno- und Techno-DJ und -Produzent. Er ist vor allem unter den Pseudonymen Lunatic Asylum und Dr. Macabre bekannt.

## Biographie
Guillaume Leroux begann in den frühen 90er-Jahren Musik auf seinem Amiga zu produzieren. Unter dem Pseudonym Lunatic Asylum veröffentlichte er 1993 den Hard-Trance-Klassiker „The Meltdown“, der 1999 und 2000 mit neuen Versionen nochmal neuveröffentlicht wurde und schließlich auch in die deutschen Singlecharts kam. Dabei erschienen auch Remixe von DJ Taucher und Kay Cee.
Ein weiterer Hit gelang ihm 1996 unter dem Pseudonym Dr. Macabre. Der Song Poltergeist, der dem Musikstil Doomcore zuzuordnen ist, wird heute ebenfalls als Klassiker angesehen. Mit seinem härteren Musikstil hatte Leroux besonders in den Niederlanden und in Deutschland Erfolg.

## Diskografie

### Alben
- 2000: Dr. Macabre - Paranoid Archives
- 2003: Lunatic Asylum - The Hitman
- 2004: Lunatic Asylum - The Hitman II

### EPs und Singles
- 1993: Lunatic Asylum - Techno Sucks Vol. 1
- 1993: Lunatic Asylum - Techno Sucks Vol. 2
- 1993: Renegade Legion - Friends or Foes?
- 1993: Renegade Legion - The Weeping Waste
- 1994: Lunatic Asylum - The Meltdown
- 1995: Powdered Toastman - Powdered Toastman
- 1995: The Mover & Lunatic Asylum - Frequency Surfers
- 1995: Lunatic Asylum - Digital Chameleon
- 1995: Slut Burger - This is Fucked!
- 1995: French Connection - France Sucks
- 1996: French Connection - French Connection II
- 1996: Dr. Macabre - Poltergeist
- 1996: Negative Burn - Crime City 2001 A.D.
- 1996: Renegade Legion - Dark Forces
- 1998: Dr. Macabre - Danse Macabre
- 1998: Dr. Macabre meets Rotterdam Terror Corps - Tunes from the Grave
- 1999: Major Disaster - Major Disaster
- 1999: Lunatic Asylum - Tobia (Techno Still Sucks)
- 2000: DJ Hitch Hiker pres. Lunatic Asylum - Cabal (Energy Flow)
- 2000: Lunatic Asylum - Untitled
- 2000: Dr. Macabre - The Brain Eater
- 2000: Dr. Macabre - Ghost Stories Chapter II
- 2002: Lunatic Asylum - The Hitman
- 2003: Dr. Macabre - Memoires d'Outre-Tombe
- 2004: Dr. Macabre - Chronique d'une Mort Annoncée
- 2004: DJ Daisy aka Mandragore vs Dr. Macabre - Illogical
- 2004: Dr. Macabre - Autopsie en Ré Mineur
- 2005: Dr. Macabre - Confessiones in Articulo Mortis
- 2007: Tieum & Dr. Macabre - Untitled

### Remixe
- 1994: Aurora Borealis - The Milky Way
- 1997: Rotterdam Terror Corps - We’re Gonna Blow Your Mind